# Брей-Гед
Брей Гед (англ. Bray Head) — пагорб і мис висотою 241 метр, розташований на півночі графства Віклов, Ірландія, між містами Брей і Грейстоунс. Є частиною хребта Віклов і популярним місцем піших прогулянок. На вершині пагорба в ювілейному 1950-му році був встановлений хрест, до якого у Страсну п'ятницю звершується хресний хід. У прибережних скелях проходить залізниця, розроблена Ісамбардом Брюнелем.
Мис і прилеглі землі спеціальним розпорядженням були віднесені до природоохоронної зони в березні 2008 року.

## Галерея

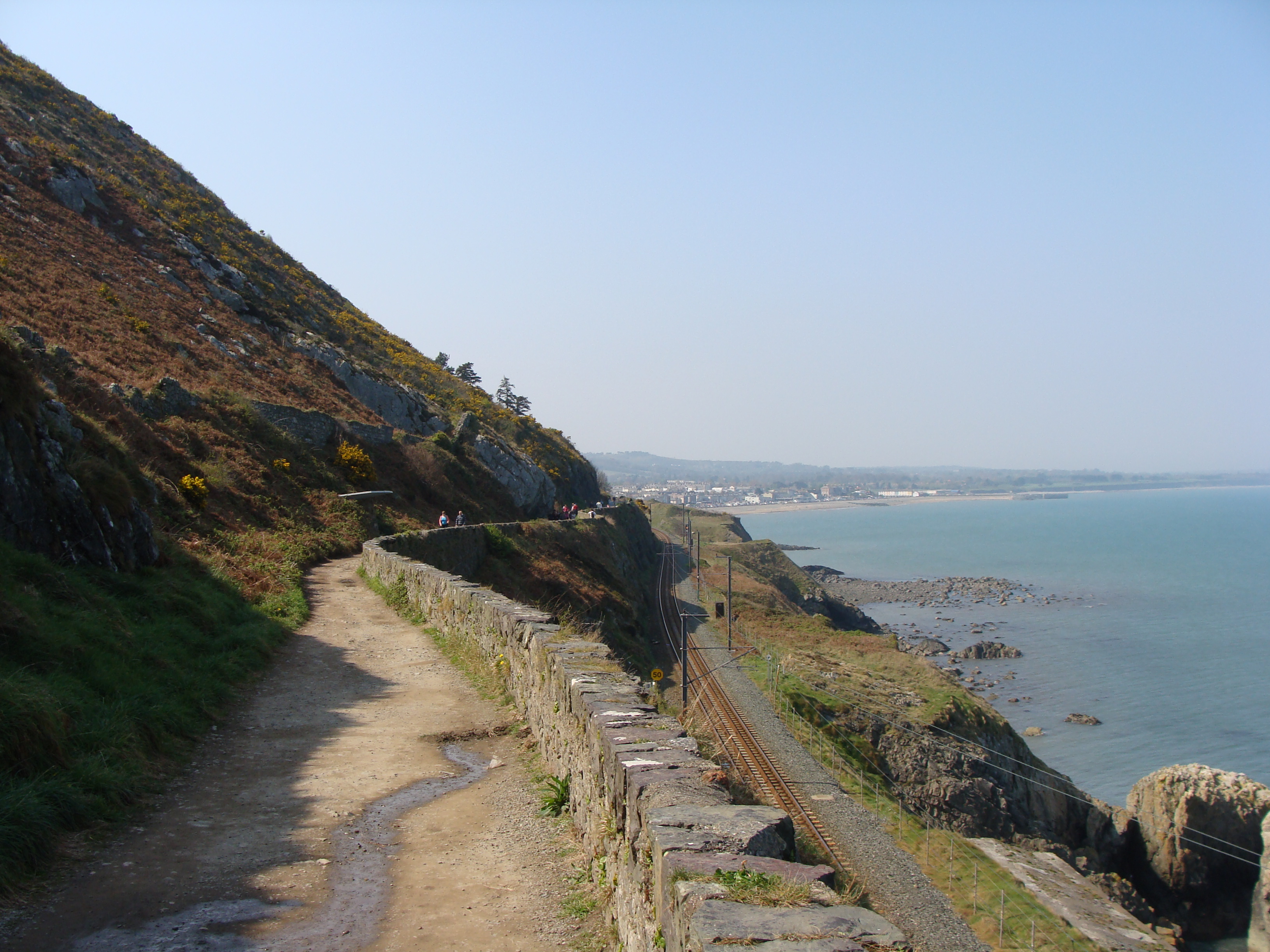
Туристична стежка.
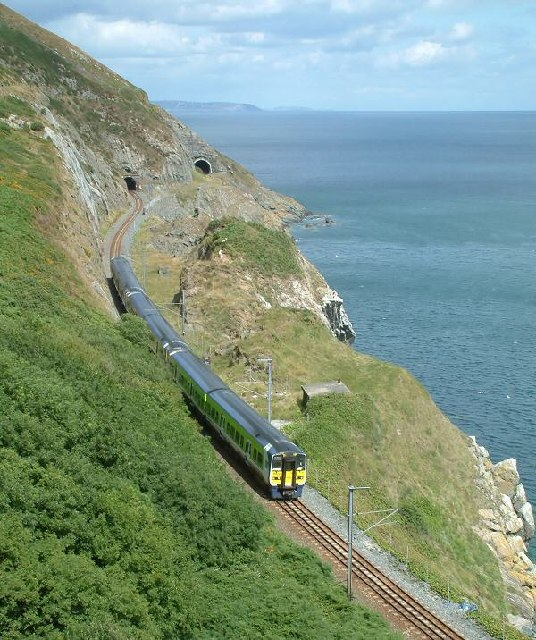
Залізниця в скелях.
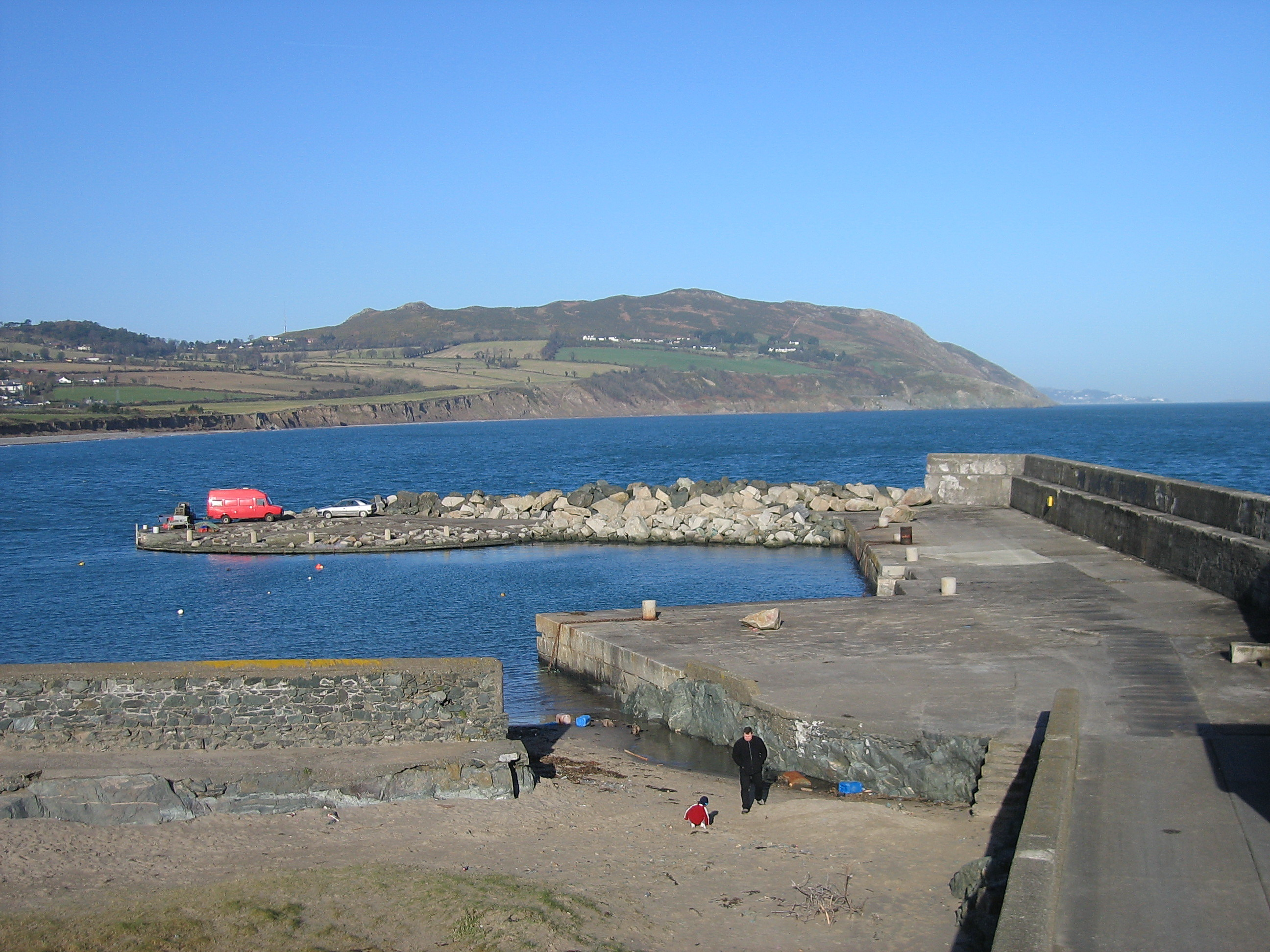
Вид на Брей Гед з гавані Грейстоунса.